# Linz Challenger 2001
Il Linz Challenger 2001 è stato un torneo di tennis facente parte della categoria ATP Challenger Series nell'ambito dell'ATP Challenger Series 2001. Il torneo si è giocato a Linz in Austria dal 6 al 12 agosto 2001 su campi in terra rossa.

## Vincitori

### Singolare
Jan Vacek ha battuto in finale  Markus Hipfl con il punteggio di 1–6, 6–1, 6–2

### Doppio
Aleksandar Kitinov /  Todd Perry hanno battuto in finale  Jaroslav Levinský /  David Škoch con il punteggio di 2–6, 6–3, 6–4